# Soleneiscus stolonifer
Soleneiscus stolonifer är en svampdjursart som först beskrevs av Arthur Dendy 1891.  Soleneiscus stolonifer ingår i släktet Soleneiscus och familjen Soleneiscidae. Inga underarter finns listade i Catalogue of Life.